# خمپاره مالت
خمپاره مالِت یک خمپاره پرتاب گلوله بریتانیایی قرن نوزدهمی بود که برای جنگ کریمه ساخته شد، اما هرگز در جنگ استفاده نشد.
این خمپاره توسط رابرت مالت طراحی و در بخش های جداگانه ساخته شده است تا حمل و نقل آن راحت تر باشد.
رابرت مالِت برای اولین بار طراحی خود را در سال 1854 عمومی کرد   پاسخ کمی از سوی مقامات دریافت شد تا اینکه مالت در مارس 1855 به نخست وزیر وقت لرد پالمرستون نامه نوشتو از او خواست دستور ساخت دو خمپاره طرح مالت را بدهد.  
شرکت آهن‌سازی و کشتی‌سازی تیمز این قرارداد را با قیمت هر خمپاره 4300 پوند برنده شد.  ورشکستگی شرکت منجر به تقسیم کار بین سه شرکت شد که موفق شدند خمپاره‌ها را در ماه مه 1857 تحویل دهند 
آزمایش در ۱۹ اکتبر ۱۸۵۷میلادی با آزمایش های بیشتر در ۱۸ دسامبر ۱۸۵۷میلادی، ۲۱ ژوئیه ۱۸۵۸، و ۲۸ ژوئیه ۱۸۵۸ آغاز شد.  هر آزمایش با آسیب خمپاره به پایان رسید.  در مجموع 19 گلوله با سرعتی در حدود چهار گلوله در ساعت شلیک شد. 
وزن خرج ، بین ۲٬۳۵۲ و ۲٬۹۴۰ پوند (۱٬۰۶۷ و ۱٬۳۳۴ کیلوگرم) بود. .  در آزمایش با ۸۰-پوند (۳۶-کیلوگرم) شلیک کرد و خرج را به فاصله ۲٬۷۵۹ یارد (۲٬۵۲۳ متر) با زمان پرواز ۲۳ ثانیه شلیک کرد. 
هر دو خمپاره در مجموعه رویال آرموریز ، موزه ملی اسلحه و زره بریتانیا قرار دارند.

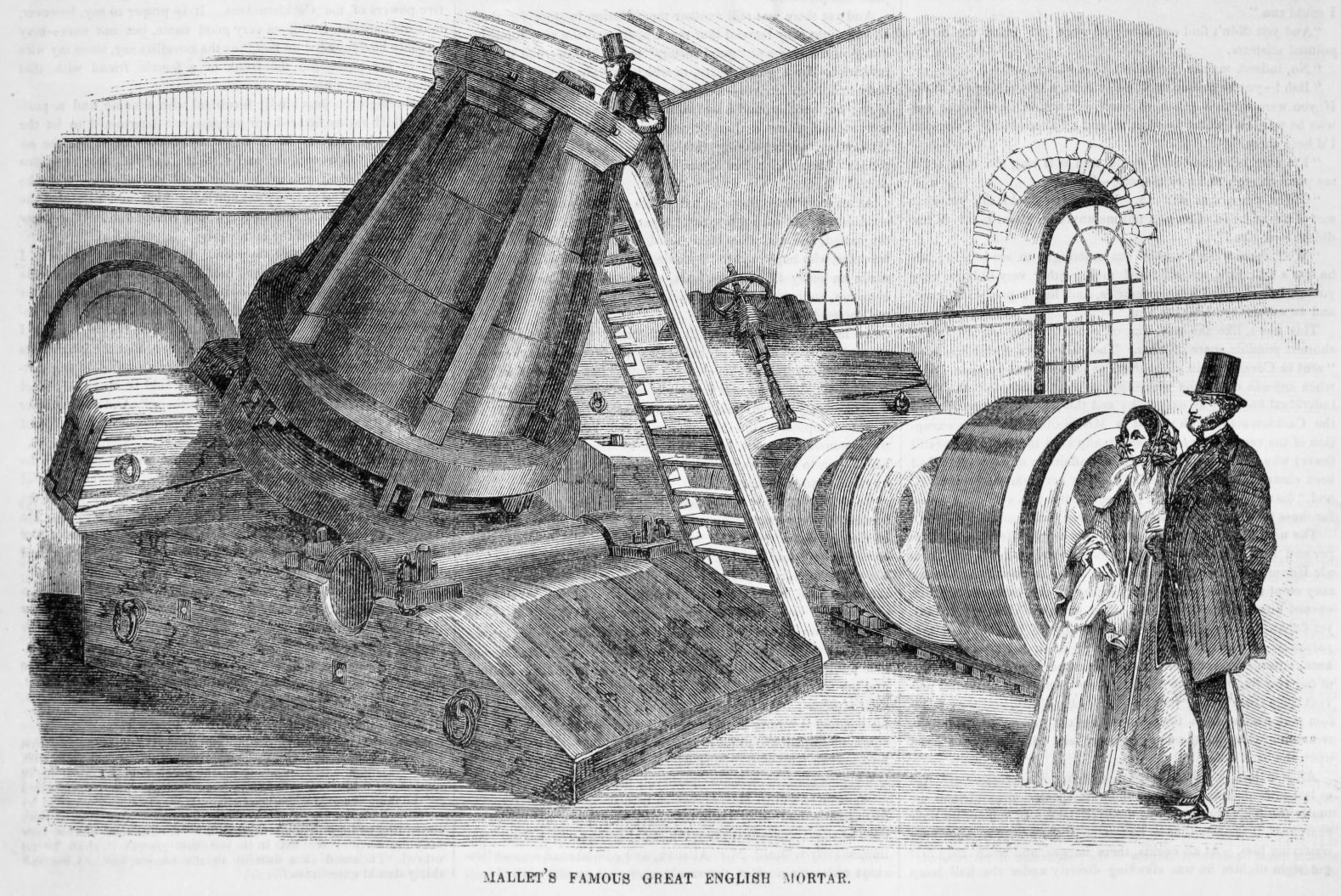
خمپاره انداز 36 اینچی مالت

اسلحه مورد استفاده برای آزمایش به توپخانه سلطنتی امانت داده شده است و در جاده ریپازیتوری ، روبروی پایگاه ارتش در وولویچ قرار دارد، در حالی که اسلحه شلیک نشده در رویال آرموریز فورت نلسون در نزدیکی پورتسموث به نمایش گذاشته شده است. 
1. 1 2 3 4 5 6 7 8 9 10 11  Moore & Salter (1995).
2. ↑  "Dragons and Hot-Air Balloons". For Your Information. Galaxy Science Fiction. December 1961. pp. 79–89. {{cite magazine}}: |first= missing |last= (help)